# ジェイ不動産証券投資法人
ジェイ不動産証券投資法人（ジェイふどうさんしょうけんとうしほうじん）は、かつて存在した投資法人である。
日本初の会社型投資信託（投資法人）として2000年（平成12年）に登録され（登録番号 関東財務局第1号）、グリーンシートに登録されていたが、2011年（平成23年）に解散した。

## 概要
- 証券コード - グリーンシート 8971
- ISINコード - JP3027720006
- 本店所在地 - 東京都港区愛宕2丁目5番1号 愛宕グリーンヒルズMORIタワー
- 募集期間 - 2000年（平成12年）4月21日～同年6月9日
- 募集価額 - 10億円～300億円
- 申込単位 - 1口100,000円（1口以上1口単位）
- 有価証券の形態 - 会社型記名式額面証券（クローズドエンド型）
- 決算及び分配 - 年2回の決算時（5月及び11月の各月末）の翌々月を目途に分配
- 投資信託委託業者 - PBAアセットマネジメント株式会社（旧・日本不動産投信株式会社）
- 一般事務受託会社 - 株式会社だいこう証券ビジネス
- 資産保管会社 - アイティーエム証券株式会社 → 株式会社日本エスクロー信託
- 会計監査人 - 中央青山監査法人 → みさき監査法人

## 沿革
- 2000年（平成12年）
  - 4月5日 - 設立企画人日本不動産投信株式会社（現・PBAアセットマネジメント）によりファンド投資証券の募集に係る有価証券届出書を関東財務局に提出。
  - 4月21日 - 募集開始。
  - 6月9日 - 募集払込終了（1,260,800,000円、12,608口）。
  - 7月4日 - 設立登記。
  - 8月4日 - 証券投資法人として関東財務局の登録（登録番号 関東財務局第1号）。
- 2011年（平成23年）
  - 7月12日 - 7月8日付でPBAアセットマネジメントが金融商品取引法に定める純財産額規制違反、人的要件の不備等により金融商品取引業者としての登録取消の行政処分を受けたため[1]、同社との資産運用委託契約及び一般事務委託契約を解除。
  - 9月13日 - 投資法人を解散、グリーンシート指定取消。

## 投資資産
以下の不動産を原資産にした英国領バージン島のSPVが発行した実績分配型社債を保有していた。
- 横浜本郷台集合住宅[3]
- 池袋要町共同住宅[3]
- 南町田立体駐車場
- 奈良ブライダル教会
- 弁天の宿いつくしま
- 赤坂九丁目[4]